# André Fantecele
André Fantecele, né le 10 février 1988 à Belo Horizonte, est un joueur international italien de futsal d'origine brésilienne.

## Biographie
Au terme de la saison 2020-2021, André Fantecele et son équipe de Sandro Abate dispute les playoffs de Serie A.
À l'été 2021, après quatre saisons à Sandro Abate, qu'il a participé à faire monter de Serie B en première division et dont il est alors capitaine, Fantecele quitte le club.

### En équipe nationale
La première convocation international pour André Fantecele arrive fin 2020 pour le rallye de Coverciano. Mais aucun match officiel n'a lieu à cette occasion.
Début avril 2021, André Fantecele est convoqué en équipe d'Italie pour les deux dernières matchs des éliminatoires de l'Euro 2022, alors que la sélection transalpine est déjà qualifiée,,. Non-utilisé lors de la défaite contre la Belgique dans la première rencontre, Fantecele fait ses débuts en bleu contre le Monténégro et inscrit déjà son premier but (2-0).
Fin juin 2021, Fantecele est de nouveau convoqué pour deux matchs amicaux contre les Pays-Bas.

## Statistiques
| Saison                | Club                  | Championnat           | Championnat | Championnat | Coupe(s) nationale(s) | Coupe(s) nationale(s) | Italie | Italie | Total | Total |
| Saison                | Club                  | Division              | M.          | B.          | M.                    | B.                    | M.     | B.     | M.    | B.    |
| 2007-2008             | Napoli Calcio a 5     | D1                    | -           | -           | -                     | -                     | -      | -      | 0     | 0     |
| 2008-2009             | Napoli Calcio a 5     | D1                    | -           | -           | -                     | -                     | -      | -      | 0     | 0     |
| 2009-2010             | Lazio Calcio a 5      | D1                    | -           | -           | -                     | -                     | -      | -      | 0     | 0     |
| 2010-2011             | Lazio Calcio a 5      | D1                    | -           | -           | -                     | -                     | -      | -      | 0     | 0     |
| 2011-2012             | AS Montesilvano       | D1                    | -           | -           | -                     | -                     | -      | -      | 0     | 0     |
| 2012-2013             | AS Montesilvano       | D1                    | 3           | -           | 2                     | -                     | -      | -      | 5     | 0     |
| 2013-2014             | Real Rieti            | D1                    | 8           | 1           | -                     | -                     | -      | -      | 8     | 1     |
| 2014-2015             | Meta C5               | D1                    | -           | -           | -                     | -                     | -      | -      | 0     | 0     |
| 2016-2017             | Milano Calcio a 5     | D1                    | -           | -           | -                     | -                     | -      | -      | 0     | 0     |
| 2017-2018             | Sandro Abate          | D2                    | -           | -           | -                     | -                     | -      | -      | 0     | 0     |
| 2018-2019             | Sandro Abate          | D1                    | -           | -           | -                     | -                     | -      | -      | 0     | 0     |
| 2019-2020             | Sandro Abate          | D1                    | 22          | 17          | 1                     | -                     | -      | -      | 23    | 17    |
| 2020-2021             | Sandro Abate          | D1                    | 17          | 9           | -                     | -                     | 1      | 1      | 18    | 10    |
| 2021-2022             | Mouvaux Lille MF      | D1                    | -           | -           | -                     | -                     | -      | -      | 0     | 0     |
| Total sur la carrière | Total sur la carrière | Total sur la carrière | 50          | 27          | 3                     | -                     | 5      | 1      | 58    | 28    |

## Palmarès
- Coupe d'Italie (1)
  - Vainqueur : 2011 (Lazio)

- Coupe d'Italie d'hiver (1)
  - Vainqueur : 2014 (Rieti)

- Coupe d'Italie A2 (1)
  - Vainqueur : 2019 (Sandro Abate)

- Championnat d'Italie U21 (1)
  - Vainqueur : 2009 (Napoli)

- Supercoupe d'Italie U21 (1)
  - Vainqueur : 2009 (Napoli)

- Coupe d'Italie U21 (2)
  - Vainqueur : 2009 (Napoli)